# Javier Castillejo
Francisco Javier Castillejo Rodríguez (* 22. März 1968 in Parla, Spanien) ist ein ehemaliger spanischer Profiboxer, ehemaliger zweifacher Europameister im Halbmittelgewicht, zweifacher WBC-Weltmeister im Halbmittelgewicht und WBA-Weltmeister im Mittelgewicht.

## Profikarriere
Castillejo wurde 1988 Profi im Weltergewicht und verlor bereits in seinem achten Kampf 1989 gegen den erfahreneren Briten Del Bryan (24 Kämpfe) nach Punkten. Er gewann 1990 die spanische Meisterschaft, besiegte aber niemanden von Rang und Namen, bevor er eine Klasse aufstieg.
1993 verlor er gegen den argentinischen Rechtsausleger Julio César Vásquez im Kampf um dessen WBA-Halbmittelgewichtstitel nach Punkten.
Im Jahr 1994 gelang ihm schließlich sein erster bedeutender internationaler Titelgewinn. Durch einen vorzeitigen Sieg in der sechsten Runde über den Franzosen Bernard Razzano sicherte sich Castillejo die Europameisterschaft. Razzano hatte den Titel zuvor sensationell durch einen KO-Sieg gegen seinen indisponierten Landsmann Laurent Boudouani gewonnen.
Castillejo verteidigte den EM-Titel in der Folge vier Mal, bevor es 1995 zur Begegnung mit jenem Boudouani kam. Gegen Castillejo war Boudouani 1995 jedoch wieder in Topform und holte sich den Titel nach einseitigem Kampfverlauf durch KO wieder zurück. Im Rückkampf gewann Boudouani jede einzelne Runde und siegte nach Punkten.
Die Kämpfe gegen Boudouani und Vásquez etablierten ein Muster, das sich auch später immer wiederholen sollte: Gegen die Weltklasse hatte er scheinbar zu wenig Talent, um sich durchzusetzen. Andererseits schlug er immer wieder Gegner der sogenannten „zweiten Reihe“ recht sicher, gewann 1998 gegen den Russen Ahmet Dottuev den EM-Titel zurück und wurde Nummer 1 der WBC Rangliste.
1999 profitierte er wieder davon, dass ein Titelträger sensationell verloren hatte; Keith Mullings hatte 1997 Terry Norris KO schlagen und den WBC-Titel gewinnen können. Das machte Mullings dennoch nicht zum großen Namen in den USA und die Spanier konnten die Versteigerung des Kampfes gewinnen. Castillejo schlug Mullings am 29. Januar 1999 in Spanien knapp nach Punkten und war damit nicht nur Titelträger des WBC, sondern auch linearer Weltmeister im Halbmittelgewicht.
Da aber seine Defizite bekannt waren und die fünf Gegner, gegen die er den Titel erfolgreich verteidigte, als schwach galten, schlug dem in diese Klasse aufsteigenden Óscar de la Hoya insbesondere in der Latino-Presse Amerikas großer Hohn entgegen, als er den Spanier herausforderte, denn Castillejo erfreute sich keines großen Respekts. Der Kampf verlief wie allgemein erwartet, De la Hoya gewann elf von zwölf Runden und schlug Castillejo am Schluss sogar zu Boden, konnte ihn aber nicht vorzeitig besiegen.
2002 gelang Castillejo ein bemerkenswerter Sieg nach Punkten über den ungeschlagenen Russen und späteren IBF-Weltmeister Roman Karmasin, dennoch schien es so, als ließe er seine Karriere ausklingen. 2005 unterlag er im Alter von 37 Jahren in einem zweiten US-Auftritt dem als auf dem absteigenden Ast befindlich geltenden US-Amerikaner Fernando Vargas, wieder hoch nach Punkten.
Am 15. Juli 2006 erhielt er gegen Felix Sturm im Mittelgewicht eine Titelchance. Der Kampf wurde allgemein als vermeintlich leichte freiwillige erste Titelverteidigung für Sturm gegen einen in die Jahre gekommenen ehemaligen Halbmittelgewichtler angesehen. Dementsprechend ging Castillejo als 10 zu 1 Außenseiter bei den Buchmachern in den Kampf.
Doch Sturm wollte, nachdem er in seinem letzten Kampf für seine negative Kampfführung vom Publikum ausgebuht worden war, kämpferische Qualitäten demonstrieren und ließ sich mehrmals auf Schlagabtäusche in der Halbdistanz ein. So ging er erstmals in seiner Profikarriere in der zweiten Runde zu Boden und wurde nach mehreren schweren Wirkungstreffern in der zehnten Runde aus dem Kampf genommen. Castillejo gewann somit völlig überraschend den „regulären“ WBA-Titel. „Echter Weltmeister“ des WBA-Verbandes und allgemein der Mittelgewichtsklasse war zu diesem Zeitpunkt allerdings weiterhin Jermain Taylor.
Castillejo verlor seine erste Titelverteidigung am 2. Dezember 2006 durch technischen KO in der elften Runde gegen den Argentinier Mariano Carrera. Dieser wurde jedoch in der Dopingprobe positiv auf die Substanz Clenbuterol getestet, so dass die WBA Castillejo im Februar 2007 wieder zum Titelträger ernannte. Der Kampf gegen Carrera wurde nicht gewertet, dennoch galt das Duell als erfolgreiche Pflichtverteidigung für Castillejo. Da in der Zwischenzeit auch Jermain Taylor der Superchampion-Titel aberkannt worden war, stieg er zum alleinigen WBA-Weltmeister auf.
Am 28. April 2007 fand in Oberhausen der Rückkampf gegen Felix Sturm statt. Sturm schlug Castillejo diesmal relativ knapp nach Punkten und holte sich den Gürtel zurück. Dennoch blieb Castillejo hoch in der Weltrangliste platziert und wurde direkt für einen Ausscheidungskampf um das Herausforderungsrecht für den WBA-Titel nominiert. Als Gegner wurde der Argentinier Carrera bestimmt, der aufgrund des Verlaufes des ersten Aufeinandertreffens als Favorit galt. Castillejo konnte sich allerdings, für viele überraschend klar, durch KO in der sechsten Runde durchsetzen.
Anschließend boxte er am 12. April 2008 gegen den Europameister Sebastian Sylvester und unterlag in der zwölften Runde durch KO.